# Lejan
Lejan (en arménien Լեջան) est une communauté rurale du marz de Lorri en Arménie. En 2008, elle compte 957 habitants.